# Ophthalmolampis gloriosa
Ophthalmolampis gloriosa är en insektsart som beskrevs av Marius Descamps 1981. Ophthalmolampis gloriosa ingår i släktet Ophthalmolampis och familjen Romaleidae. Inga underarter finns listade i Catalogue of Life.